# راتالاووا
راتالاووا (به لاتین: Ratalawewa) یک منطقهٔ مسکونی در سری‌لانکا است که در استان مرکزی (سری‌لانکا) واقع شده‌است.